# Kàrpova Balka
Kàrpova Balka (en rus: Карпова Балка) és un poble de la República Autònoma de Crimea a Ucraïna, que el 2014 tenia 54 habitants. Pertany al districte rural de Krasnoperekopsk.